# Helcogramma trigloides
Helcogramma trigloides és una espècie de peix de la família dels tripterígids i de l'ordre dels perciformes que es troba a les Illes Ryukyu, les Filipines i Indonèsia. És un peix marí de clima tropical i associat als esculls de corall que viu fins als 6 m de fondària.
Els mascles poden assolir 4,5 cm de longitud total.